# 袁懋齡
袁懋齡（？—？），字大年，江西南昌府豐城縣人，軍籍，明朝政治人物。

## 生平
崇禎九年（1636年）丙子科江西鄉試舉人，十三年（1640年）庚辰科賜特用。授望江縣知縣，明末兵亂，力行施粥賑濟，在縣城南編木籬、建箭樓、修水壕，防禦流賊多次攻城，鄰近府縣中獨存，弘光元年（1645年）六月降清以存城，掛印而去。